# Meritan Shabani
Meritan Shabani (Monaco di Baviera, 15 marzo 2004) è un calciatore tedesco, centrocampista dell'HNK Gorica.

## Caratteristiche tecniche
È un centrocampista offensivo che può essere utilizzato anche da ala o seconda punta.

## Carriera

### Club
Nato a Monaco di Baviera da genitori albanesi originari di Shtime, in Kosovo, entra a far parte del settore giovanile del Bayern Monaco nel 2006, e nel corso degli anni scala i vari livelli del settore giovanile del club bavarese. Nel 2017 viene promosso nella squadra riserve, con cui debutta il 27 ottobre in occasione dell'incontro di Regionalliga pareggiato 1-1 contro l'Illertissen. Pochi mesi più tardi, il 28 aprile 2018, debutta in prima squadra giocando da titolare il match di Bundesliga vinto 4-1 contro l'Eintracht Francoforte. Al termine della stagione firma il suo primo contratto professionistico di durata biennale ed il 5 agosto seguente realizza la sua prima rete con la squadra riserve, contro l'Illertissen.
L'8 agosto 2019 viene ceduto a titolo definitivo al Wolverhampton, con cui firma un contratto triennale. Inizialmente aggregato alla formazione Under-23, il 25 settembre debutta in prima squadra giocando gli ultimi minuti dell'incontro di Coppa di Lega vinto ai rigori contro il Reading, dove rimedia un infortunio al legamento crociato anteriore che lo costringe ai box per il resto della stagione.
Il 18 gennaio 2021 rinnova il proprio contratto con i Wolves fino al 2023 ed il 1º febbraio viene ceduto in prestito al VVV-Venlo fino a giugno con un'opzione per la stagione successiva; realizza la sua prima rete fra i professionisti il 17 febbraio, segnando il gol vittoria ai tempi supplementari del match di KNVB beker vinto 2-1 contro il N.E.C.

### Nazionale
Membro delle selezioni nazionali giovanili tedesche, nel febbraio 2021 ha iniziato l'iter burocratico per poter giocare per la nazionale kosovara.

## Statistiche

### Presenze e reti nei club
Statistiche aggiornate al 14 marzo 2021.
| Stagione                | Squadra                 | Campionato              | Campionato | Campionato | Coppe nazionali | Coppe nazionali | Coppe nazionali | Coppe continentali | Coppe continentali | Coppe continentali | Altre coppe | Altre coppe | Altre coppe | Totale | Totale | Totale |
| Stagione                | Squadra                 | Comp                    | Pres       | Reti       | Comp            | Pres            | Reti            | Comp               | Pres               | Reti               | Comp        | Pres        | Reti        | Pres   | Reti   |        |
| ----------------------- | ----------------------- | ----------------------- | ---------- | ---------- | --------------- | --------------- | --------------- | ------------------ | ------------------ | ------------------ | ----------- | ----------- | ----------- | ------ | ------ | ------ |
| 2017-2018               | Bayern Monaco II        | RL                      | 2          | 0          | -               | -               | -               | -                  | -                  | -                  | -           | -           | -           | 2      | 0      |        |
| 2018-2019               | Bayern Monaco II        | RL                      | 27         | 6          | -               | -               | -               | -                  | -                  | -                  | -           | -           | -           | 27     | 6      |        |
| lug.-ago. 2019          | Bayern Monaco II        | 3L                      | 3          | 0          | -               | -               | -               | -                  | -                  | -                  | -           | -           | -           | 3      | 0      |        |
| Totale Bayern Monaco II | Totale Bayern Monaco II | Totale Bayern Monaco II | 32         | 6          |                 | -               | -               |                    | -                  | -                  |             | -           | -           | 32     | 6      |        |
| 2017-2018               | Bayern Monaco           | BL                      | 1          | 0          | CG              | 0               | 0               | UCL                | 0                  | 0                  | -           | -           | -           | 1      | 0      |        |
| 2018-2019               | Bayern Monaco           | BL                      | 1          | 0          | CG              | 1               | 0               | UCL                | 0                  | 0                  | -           | -           | -           | 2      | 0      |        |
| Totale Bayern Monaco    | Totale Bayern Monaco    | Totale Bayern Monaco    | 2          | 0          |                 | 1               | 0               |                    | 0                  | 0                  |             | -           | -           | 3      | 0      |        |
| 2019-2020               | Wolverhampton           | PL                      | 0          | 0          | FACup+CdL       | 0+1             | 0               | UEL                | -                  | -                  | -           | -           | -           | 1      | 0      |        |
| 2020-gen. 2021          | Wolverhampton           | PL                      | 0          | 0          | FACup+CdL       | 0               | 0               | -                  | -                  | -                  | -           | -           | -           | 0      | 0      |        |
| Totale Wolverhampton    | Totale Wolverhampton    | Totale Wolverhampton    | 0          | 0          |                 | 1               | 0               |                    | -                  | -                  |             | -           | -           | 1      | 0      |        |
| gen.-giu. 2021          | VVV-Venlo               | ED                      | 6          | 0          | CO              | 2               | 1               | -                  | -                  | -                  | -           | -           | -           | 8      | 1      |        |
| Totale carriera         | Totale carriera         | Totale carriera         | 40         | 6          |                 | 4               | 1               |                    | 0                  | 0                  |             | -           | -           | 44     | 7      |        |

## Palmarès

### Competizioni nazionali
- Campionato tedesco: 2

Bayern Monaco: 2017-2018, 2018-2019
- Coppa di Germania: 1

Bayern Monaco: 2018-2019
- Regionalliga: 1

Bayern Monaco II: 2018-2019 (girone Baviera)